# Chapeau
Chapeau è un comune francese di 228 abitanti situato nel dipartimento dell'Allier della regione dell'Alvernia-Rodano-Alpi. È attraversato dal fiume Acolin.

## Società

### Evoluzione demografica
Abitanti censiti